# Rhytidoponera socra
Rhytidoponera socra é uma espécie de formiga do gênero Rhytidoponera.